# Mahler Festival in Leipzig

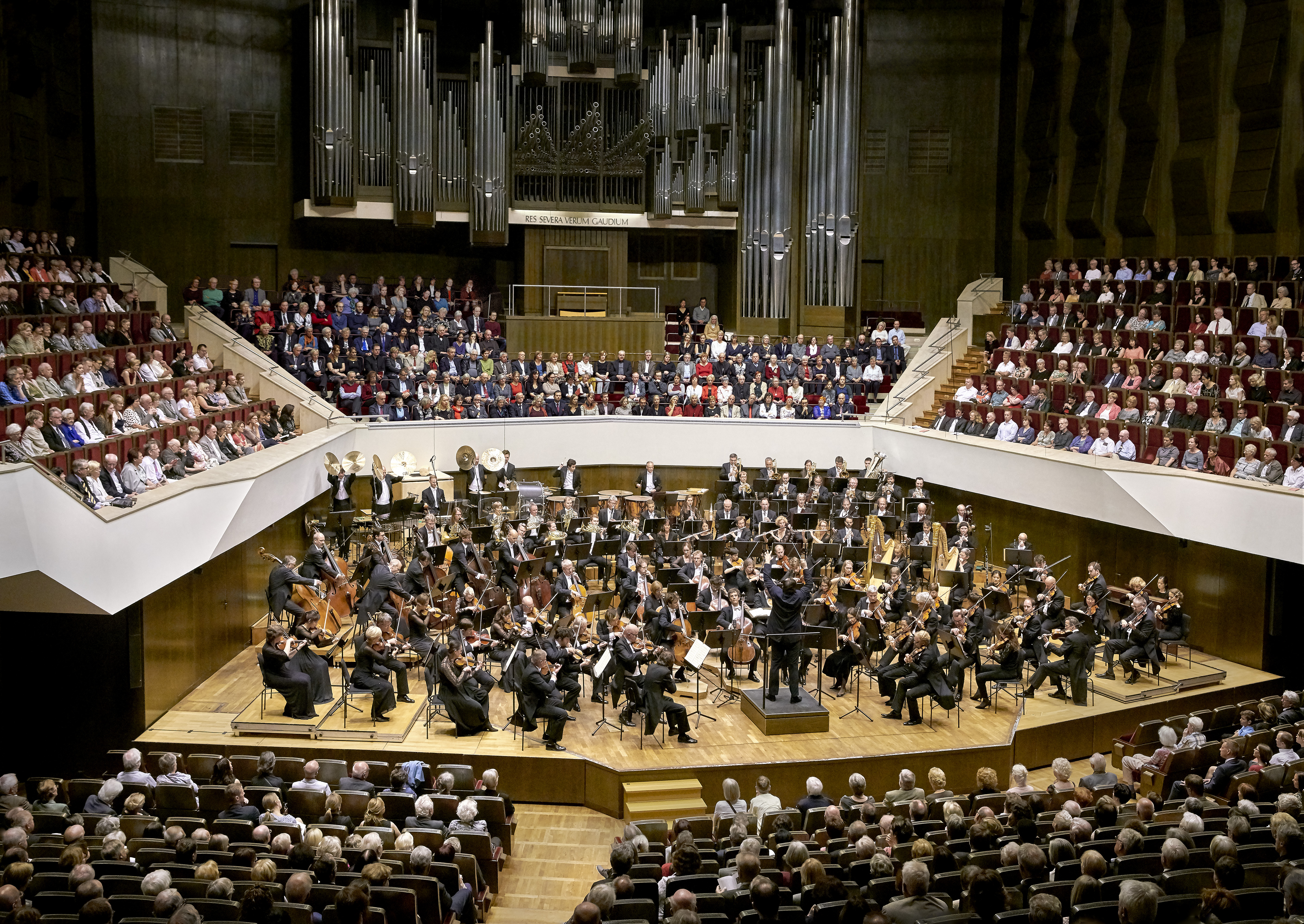
Gewandhausorchester im Großen Saal des Gewandhauses

Das Mahler-Festival ist eine Musikveranstaltung in Leipzig, die sich dem Werk Gustav Mahlers widmet.
Erstmals veranstaltete das Gewandhaus zu Leipzig das „Internationale Mahler Festival“ vom 17. bis 29. Mai 2011 zum 100. Todestag des Komponisten. Vom 13. bis 24. Mai 2021 sollte das 2. Mahler-Festival unter dem Namen "Mahler Festival 2021" anlässlich des 110. Todestages von Gustav Mahler stattfinden. Aufgrund der COVID-19-Pandemie wurde das Festival auf 2023 verschoben. Gustav Mahler hielt sich von 1886 bis 1888 in Leipzig auf, wirkte als zweiter Kapellmeister am Stadttheater, dirigierte in dieser Funktion das Gewandhausorchester in nahezu 200 Aufführungen und komponierte unter anderem seine 1. Sinfonie in Leipzig.

## Internationales Mahler Festival 2011
In insgesamt vierzehn Konzerten wurden von zehn internationalen Orchestern alle Sinfonien Gustav Mahlers aufgeführt. Zudem wurde im Rahmen eines musikwissenschaftlichen Symposiums die Monographie „Mahler in Leipzig“ von Claudius Böhm herausgebracht.
In den zwei Wochen besuchten rund 25.000 Gäste aus  Europa, China, USA und Südamerika die Konzerte im Gewandhaus. Damit waren die Veranstaltungen nahezu ausverkauft. Hauptförderer des Festivals waren neben der Stadt Leipzig die Sparkasse Leipzig und DHL. Das Mahler-Festival wurde vom MDR und ARTE im Fernsehen und via Live-Stream übertragen. Das Radioprogramm MDR Figaro sendete täglich aus dem Steigenberger Grandhotel Handelshof die  „Mahler-Lounge“. Ende 2011 wurden die 2. und die 8. Sinfonie in der Einspielung mit dem Gewandhausorchester auf DVD herausgegeben.

### Orchester
Aus der Veranstaltungsdatenbank EVIS (Gewandhausintern)
- Gewandhausorchester mit Riccardo Chailly (17. Mai 2011: 2. Sinfonie c-Moll, 26./27./29. Mai 2011: 8. Sinfonie Es-Dur)
- Sächsische Staatskapelle Dresden mit Esa-Pekka Salonen (19. Mai 2011: 3. Sinfonie d-Moll)
- New Yorker Philharmoniker mit Alan Gilbert (23. Mai 2011: Kindertotenlieder, 5. Sinfonie cis-Moll)
- Concertgebouw-Orchester mit Fabio Luisi (22. Mai 2011: Todtenfeier, „Das Lied von der Erde“)
- Symphonieorchester des Bayerischen Rundfunks mit Yannick Nézet-Séguin (21. Mai 2011: 7. Sinfonie e-Moll)
- MDR-Sinfonieorchester mit Jun Märkl (20. Mai 2011: 10. Sinfonie Bearbeitung von Deryck Cooke)
- London Symphony Orchestra mit Waleri Gergijew (22. Mai 2011: Adagio aus der 10. Sinfonie, 1. Sinfonie D-Dur)
- Mahler Chamber Orchestra mit Daniel Harding (25. Mai 2011: Blumine (2. Satz der Erstfassung der 1. Sinfonie D-Dur), Verlor'ne Müh', Wer hat dies Liedlein erdacht, Das irdische Leben, Rheinlegendchen, Wo die schönen Trompeten blasen aus „Des Knaben Wunderhorn“)
- Tonhalle-Orchester Zürich mit David Zinman (24. Mai 2011: 6. Sinfonie a-Moll)
- Wiener Philharmoniker mit Daniele Gatti (28. Mai 2011: 9. Sinfonie D-Dur)

## Mahler Festival 2021
Im Rahmen des zwölftägigen Festivals werden alle Sinfonien und weitere Orchesterwerke von zehn Orchestern in insgesamt vierzehn Konzerten interpretiert.

### Orchester
- Gewandhausorchester mit Andris Nelsons (13./14. Mai 2021: 2. Sinfonie c-Moll; 21./23./24. Mai 2021: 8. Sinfonie Es-Dur „Sinfonie der Tausend“)[1]
- Royal Concertgebouw Orchestra mit Fabio Luisi (15. Mai 2021: „Kindertotenlieder“ und 5. Sinfonie cis-Moll)
- London Symphony Orchestra mit Sir Simon Rattle (16. Mai 2021: 6. Sinfonie a-Moll)
- Berliner Philharmoniker mit Kirill Petrenko (16. Mai 2021: 9. Sinfonie D-Dur)
- Symphonieorchester des Bayerischen Rundfunks mit Mariss Jansons (17. Mai 2021: 3. Sinfonie d-Moll)
- Gustav Mahler Jugendorchester mit Daniele Gatti (18. Mai 2021: 10. Sinfonie, Bearbeitung von Deryck Cooke)
- Münchner Philharmoniker mit Valery Gergiev (19. Mai 2021: 4. Sinfonie G-Dur und „Das Lied von der Erde“)
- Wiener Philharmoniker mit Daniel Harding (20. Mai 2021: Rückert-Leider und 1. Sinfonie D-Dur)
- Sächsische Staatskapelle Dresden mit Sir Antonio Pappano (22. Mai 2021: 7. Sinfonie e-Moll)
- MDR-Sinfonieorchester mit Markus Stenz (23. Mai 2021: „Todtenfeier“, „Lieder eines fahrenden Gesellen“ und „Das klagende Lied“) (revidierte Fassung 1898 in zwei Sätzen)

## Gustav Mahler in Leipzig

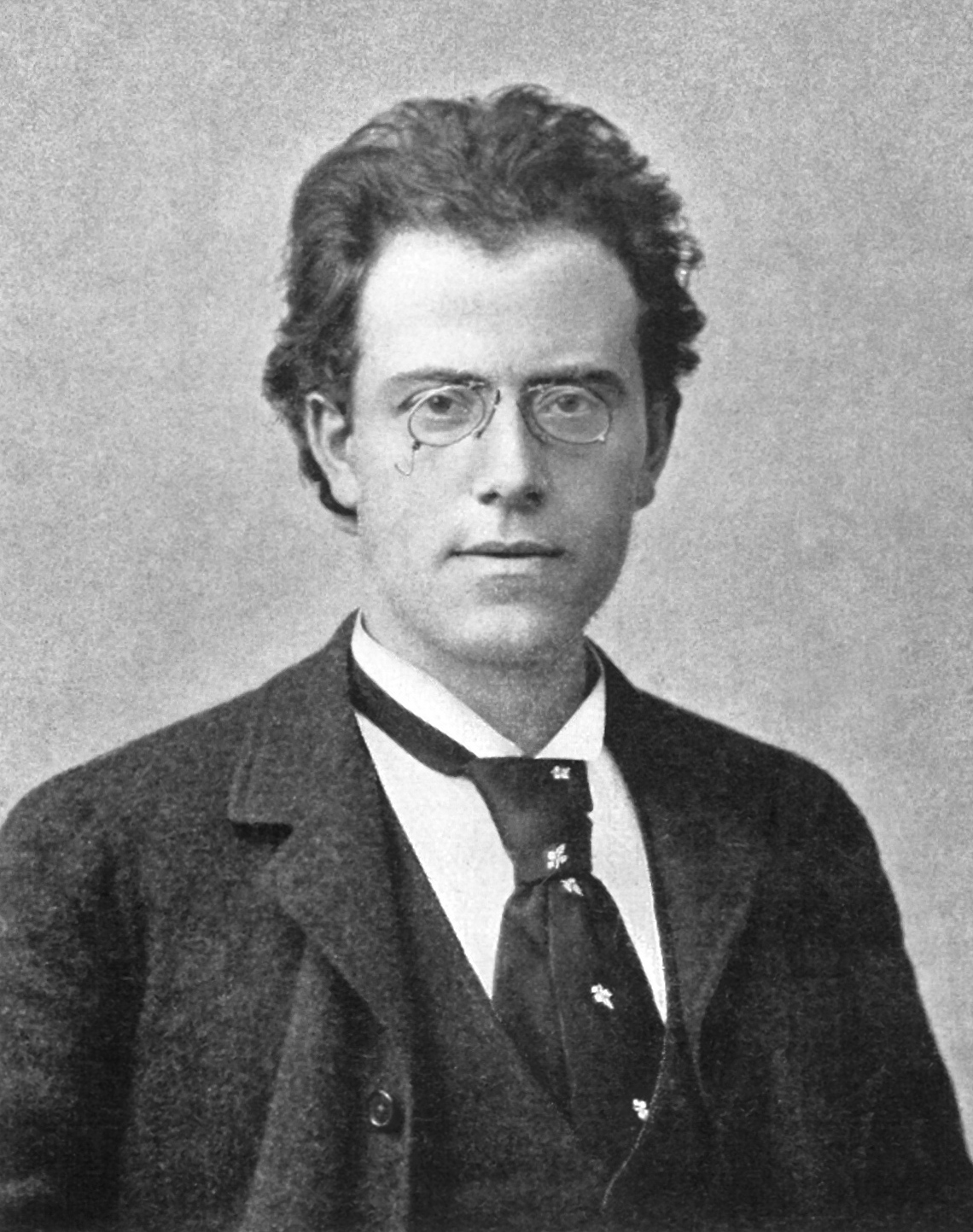
Gustav Mahler (1892)

Dank des Engagements von Gewandhauskapellmeister Arthur Nikisch wandte sich das Gewandhausorchester ab Ende des 19. Jahrhunderts verstärkt dem sinfonischen Werk Gustav Mahlers zu. In der Amtszeit von Riccardo Chailly wurde die Bedeutung Leipzigs für die Entwicklung des Komponisten international ins Bewusstsein gehoben und der Ruf des Gewandhausorchesters als genuines Mahler-Orchester festgeschrieben.
Mahler, der sich zwei Jahre in Leipzig aufhielt (1886–1888), hatte als Zweiter Kapellmeister am Leipziger Stadttheater erstmals eine Anstellung in einer bedeutenden Musikmetropole. Hier dirigierte er in nahezu 200 Aufführungen das Gewandhausorchester, wo er sich intensiv mit den Möglichkeiten eines der führenden Sinfonieorchester vertraut machen konnte.
Nicht von ungefähr also komponierte er in Leipzig seine 1. Sinfonie und er erkannte, dass diese Berufung seinen weiteren Lebensweg prägen würde: "Ich muss nun einmal komponieren". In Leipzig wird er erstmals von einer prominenten Zuhörerschaft und wichtigen Musikrezensenten als Komponist wahrgenommen, als er seine Vervollständigung der Oper "Die drei Pintos" von Carl Maria von Weber dirigierte. Mahler selbst hat die überregionale Wirkung seiner Leipziger Tätigkeit als besonders karrierefördernd eingeschätzt: "Ich bin mit einem Schlage eine berühmte Persönlichkeit geworden und zwar nicht nur in Deutschland sondern in der ganzen Welt", schreibt er seinen Eltern. 
Die Mahler-Rezeption in Leipzig und ihre überregionale Wahrnehmung wurde im Wesentlichen beeinflusst durch das Engagement der Gewandhauskapellmeister Arthur Nikisch, Bruno Walter und Riccardo Chailly.
Arthur Nikisch (1895–1922), der während Mahlers Aufenthalt in Leipzig Erster Kapellmeister am Leipziger Theater war, legte kurz nach seinem Amtsantritt als Gewandhauskapellmeister im Jahr 1895 den Grundstein für die Mahler-Rezeption des Gewandhausorchesters: Nikisch dirigierte die meisten Leipziger Erstaufführungen (1., 2., 4. und 6. Sinfonie sowie „Das Lied von der Erde“) und interpretierte häufig Ausschnitte aus den vier großen Orchesterlieder-Zyklen seines ehemaligen Kollegen. Auch der internationalen Strahlkraft Nikischs, der kurz vor Amtsantritt in Leipzig Music Director in Boston war, ist es zu verdanken, dass Mahlers Musik rasch in den Spielplänen der Orchester weltweit Einzug hielt.
Besondere Bedeutung in Sachen Mahler-Interpretation beim Gewandhausorchester kommt Bruno Walter (1929–1933) zu, der vor seinem Leipziger Amt Assistent bei Mahler in Hamburg sowie Kapellmeister an der Wiener Staatsoper in der Ära Mahler war und sich selbst als Mahler-Schüler bezeichnete. Seinen Aufführungen kann daher eine hohe Authentizität zugesprochen werden. Als er nach der Machtergreifung durch die Nationalsozialisten gezwungen war im Jahr 1933 zu emigrieren, wird die nachhaltige Mahler-Rezeption in Leipzig zunächst unterbrochen. Der langen Amtszeit geschuldet standen in der Ära Kurt Masur (1970–1996) die meisten Mahler-Aufführungen sowie der erste Mahler-Zyklus des Gewandhausorchesters auf dem Programm. Die Mehrzahl der Aufführungen dirigierten allerdings Gastdirigenten. Sein Nachfolger, Herbert Blomstedt (1998–2005), eröffnete seine Amtszeit mit der 1. Sinfonie von Mahler und er initiierte den zweiten Mahler-Zyklus in der Geschichte des Orchesters.
Riccardo Chailly (2005–2016) hat mit dem Gewandhausorchester weltweit aufsehenerregende Mahler-Interpretationen aufgeführt. Mit dem "Internationalen Mahler Festival 2011" hat Chailly die Bedeutung Leipzigs für den Sinfoniker Mahler nachhaltig ins Bewusstsein der Musikwelt gehoben. Die Gesamtaufnahme aller Sinfonien auf DVD und Blu-ray (bislang erschienen: 1., 2., 4., 5., 6., 7., 8. und 9. Sinfonie) setzt Maßstäbe der Mahler-Interpretation und hat den Ruf des Gewandhausorchesters als Mahler-Orchester in der Musikwelt etabliert.